# Hyloxalus exasperatus
Espèce
Synonymes
- Colostethus exasperatus Duellman & Lynch, 1988

Statut de conservation UICN

 DD  : Données insuffisantes
Hyloxalus exasperatus est une espèce d'amphibiens de la famille des Dendrobatidae.

## Répartition
Cette espèce est endémique d'Équateur. Elle se rencontre dans les provinces de Morona-Santiago et de Pastaza de 970 à 1 980 m d'altitude sur le versant Est de la cordillère Orientale et dans la cordillère de Cutucú.

## Publication originale
- Duellman & Lynch, 1988 : Anuran amphibians from the Cordillera de Cutucu, Ecuador. Proceedings of the Academy of Natural Sciences of Philadelphia, vol. 140, no 2, p. 125-142.